# How to Train Your Viking
 How to Train your Viking  (no Brasil, Como Treinar Seu Viking) é o primeiro livro extra da série Como Treinar Seu Dragão, escrita e ilustrada pela autora bestseller Cressida Cowel. Foi lançado no Reino Unido em 2006 pela Editora Hodder Children's Books e no Brasil em fevereiro de 2012 pela Editora Intrínseca.

## Sinopse
Banguela era um Dragão Comum sem nada de especial que pertencia ao verdadeiramente extraordinário viquingue Soluço Spantosicus Strondus III. Mas nem sempre foi assim. Houve um tempo em que Soluço achava difícil ser um herói, e Banguela achava ainda mais difícil ser o dragão de um herói. Afinal, ser desobediente e atrevido não é tão fácil quanto parece.
Em Como treinar o Seu Viking, a nova aventura da série Como treinar o Seu Dragão, Banguela conta uma história da época em que Soluço era apenas um menino - e parecia bastante improvável que, no fim das contas, ele se tornasse o grande Chefe dos Hooligans Cabeludos. Soluço e o amigo Perna-de-peixe, com a ajuda de seus respectivos dragões, Banguela e Vaca Aterrorizante, precisam enfrentar um grande desafio do Programa de Treinamento de Piratas: vencer seus arquirrivais Malvado Melequento, Bafoca de Maluquício e a dragoa Lagarta de Fogo na Competição de Caça. Organizada pelo treinador Bocão Bonarroto, a prova de pesca noturna reserva aos participantes todos os perigos escondidos nas profundezas do mar e, aos perdedores, três semanas apavorantes limpando o banheiro dos dragões da tribo.

## Enredo
É o dia da Competição de Pesca Noturna. Bocão anuncia que os vencedores serão considerados os Caçadores Mais Promissores e não terão lição de casa por três semanas, e os perdedores serão considerados Bodes Fracassados e terá que limpar os banheiros dos dragões. Banguela está dormindo preguiçosamente no bolso de Soluço até Lagarta de Fogo brinca ele sobre oque aconteceu mais cedo naquele dia. Baguela de repente se lembra que ela o enganou para comer um barril inteiro cheio de Nanodragões. Isso fez com que seu estômago inchasse e ele é agora incapaz de voar. Como eles estão à deriva no escuro, Soluço pede para Banguela voar, mas ele não consegue. Banguela, então, diz a ele o que aconteceu.
Soluço e Perna-de-Peixe são forçados a confiar no dragão vegetariano de Perna-de-Peixe, Vaca Aterrorizante, que é inútil na pesca. A barriga de Banguela começa a brilhar, pois os nanodragões que ele tinha comido eram Vermes Brilhantes, dragões que brilham como vagalumes, e os peixes são atraídos pelo brilho dele. Perna-de-Peixe e Soluço usam uma rede para transportar os peixes, enchendo seu barco até a borda. Infelizmente, a luminosidade de Banguela também atrai um Bafonegro, que pensa Banguela é uma estrela. Soluço conta ao Bafonegro que se quer comer Banguela, tem que engolir o barco. O dragão tenta engolir o barco, mas acaba matando-se no processo quando o mastro do barco atravessa seu céu da boca e perfura seu cérebro. À deriva como uma brilhante e estranha criatura do mar, eles assustam Melequento e Bafoca de Maluquício, levando-os a derrubar seu barco e perder todos os seus peixes. Eles também assustam Bocão, e Soluço ensina a Bocão que todo mundo tem medo de alguma coisa, até mesmo viquingues. Bocão ri, e Soluço e Perna-de-Peixe são declarados os vencedores, já que seu barco está cheio de peixes. Melequento e Bafoca de Maluquício são os perdedores e enviados para limpar os banheiros de dragão.

## Capítulos
Segue uma lista com o nome dos capítulos do livro em português do Brasil conforme a tradução da Editora Intrínseca.
| Cap. |  | Brasil                                        |
| ---- |  | --------------------------------------------- |
| 1    |  | Uma competição de caça                        |
| 2    |  | Um verdadeiro viking não conversa com dragões |
| 3    |  | Malvado Melequento e Bafoca de Maluquício     |
| 4    |  | O que aconteceu naquela tarde                 |
| 5    |  | Tudo dá errado                                |
| 6    |  | No escuro                                     |
| 7    |  | A coisa estranha que aconteceu                |
| 8    |  | O Bafonegro                                   |
| 9    |  | Na boca do Bafonegro                          |
| 10   |  | Um viking nunca jamais se assusta?            |
| 11   |  | Fim                                           |
| #    |  | Epílogo                                       |